# Diaglena spatulata
Diaglena spatulata é uma espécie de anfíbio anuro da família Hylidae. É a única espécie do género Diaglena. É endémica do México.